# 山楂球场
山楂球场（The Hawthorns）是位於英格蘭西米德蘭茲郡西布罗姆维奇的全坐席足球場，可以容納26,500名觀眾，自1900年以來一直作為的主場球場，是球隊的第六個主場。山楂球场是19世紀最後建築的一座英格蘭足球聯賽球場，亦是包括英超全部92支聯賽球隊位處最高的主場，位於海拔551英呎（168米）。

## 歷史
由於史東尼徑（Stoney Lane）的租約屆滿，於1900年搬遷到一個較寬敞的地方，並永久留下來。之前球隊的舊球場均鄰近西布罗姆维奇市中心，但這次卻選擇一幅在市外位於漢斯禾夫（Handsworth）邊界上的土地。這一區長滿山楂灌木叢，需要加以清理才可以開闢新球場，因而取名為「山楂球場」。球會於1900年5月14日簽署土地租約，並訂明可於14年內優先向業主購入土地，而西布朗亦守諾於1913年6月正式收購土地業權。
1900年9月3日上演首場賽事，結果1-1賽和，對方的英格蘭國腳史提夫·般馬（Steve Bloomer）射入新球場啟用後首個入球。但1900/01年球季對西布朗而言並非一個理想球季，球隊於球季結束時位列榜末而被降班到乙組。這季的煞科戰負於的一仗，僅有1,050名觀眾入場，至今仍然是山楂球場在聯賽最低的入場人數紀錄。而最高入場人數則於1937年3月6日創出，有64,815名觀眾入場見證西布朗在英格蘭足總盃半準決賽以3-1淘汰；而最高的聯賽入場人數60,945人是於1950年3月4日對狼隊時錄得。

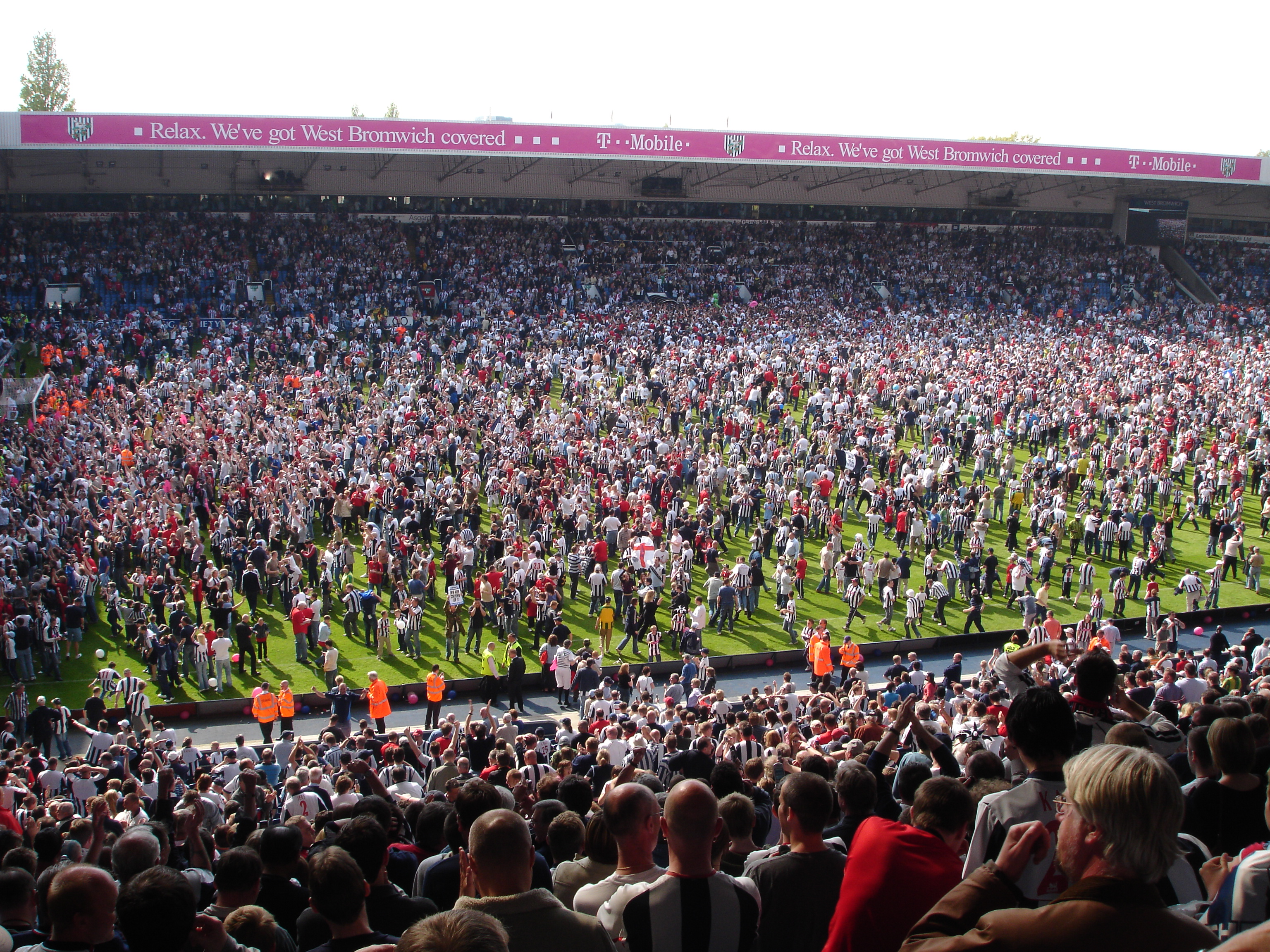
球迷於2005年煞科日成功護級後衝入球場草坪慶祝

1920年球場增建三合土階梯看台。1949年山楂球場是全英國首個設置驗票閘門電子聚合器的球場，可以自動計算入場人數。而到了1957年以18,000英鎊造價豎立汎光燈照明設備，於1957年9月18日首次亮燈迎戰，雙方1-1言和。山楂球場一度處於伯明翰與史密夫域克（Smethwick）的分隔邊界之上，其後於1960年代在本地政府邊界作出輕微合理化的修改後全部劃入後者的範圍，現時則由桑德韋爾（Sandwell）管轄。1964年以4萬英鎊建造「彩虹看台」（Rainbow Stand）；而「哈爾福斯徑看台」（Halford's Lane Stand）則於1979年及1982年分兩期重建，耗資約250萬英鎊。
1990年代初期，隨著《泰萊報告書》（Taylor Report）發表後，山楂球場改為全坐席，「史密夫域克看台」（Smethwick End）及「伯明翰道看台」（Birmingham Road End）原屬階梯式看台均需拆卸，重建為全坐席看台，使球場可以容納稍多於25,000觀眾。重建後的官方重開日，西布朗於1994年12月26日以1-0擊敗。2000年9月3日山楂球場百週年慶典，西布朗在甲組聯賽以1-0擊敗水晶宮。到了2001年，新建的「東看台」（East Stand）取代舊日的「彩虹看台」。
2002年山楂球場成為首個設置寬屏模式顯示大屏幕的球場，並於同年8月24日舉行首場英超賽事，西布朗以1-3不敵到訪的。為紀念球隊名宿的「謝夫·阿士圖大閘」（Jeff Astle gates）於2003年7月11日揭幕，閘門位於伯明翰道靠近「活特文角落」（Woodman Corner），成為通往「東看台」停車場的入口。
「哈爾福斯徑看台」有計畫重建，但球會主席謝路美·皮雅斯（Jeremy Peace）一直宣稱「持續剩餘容量水平」而暫時擱置，看台其後稍加修葺並更名為「西看台」（West Stand） ，而球場的容量減少到26,500人。

## 看台

### 西看台
建於：1979–1981年；

重修：2008年；

容量：5,110人（全坐席）；

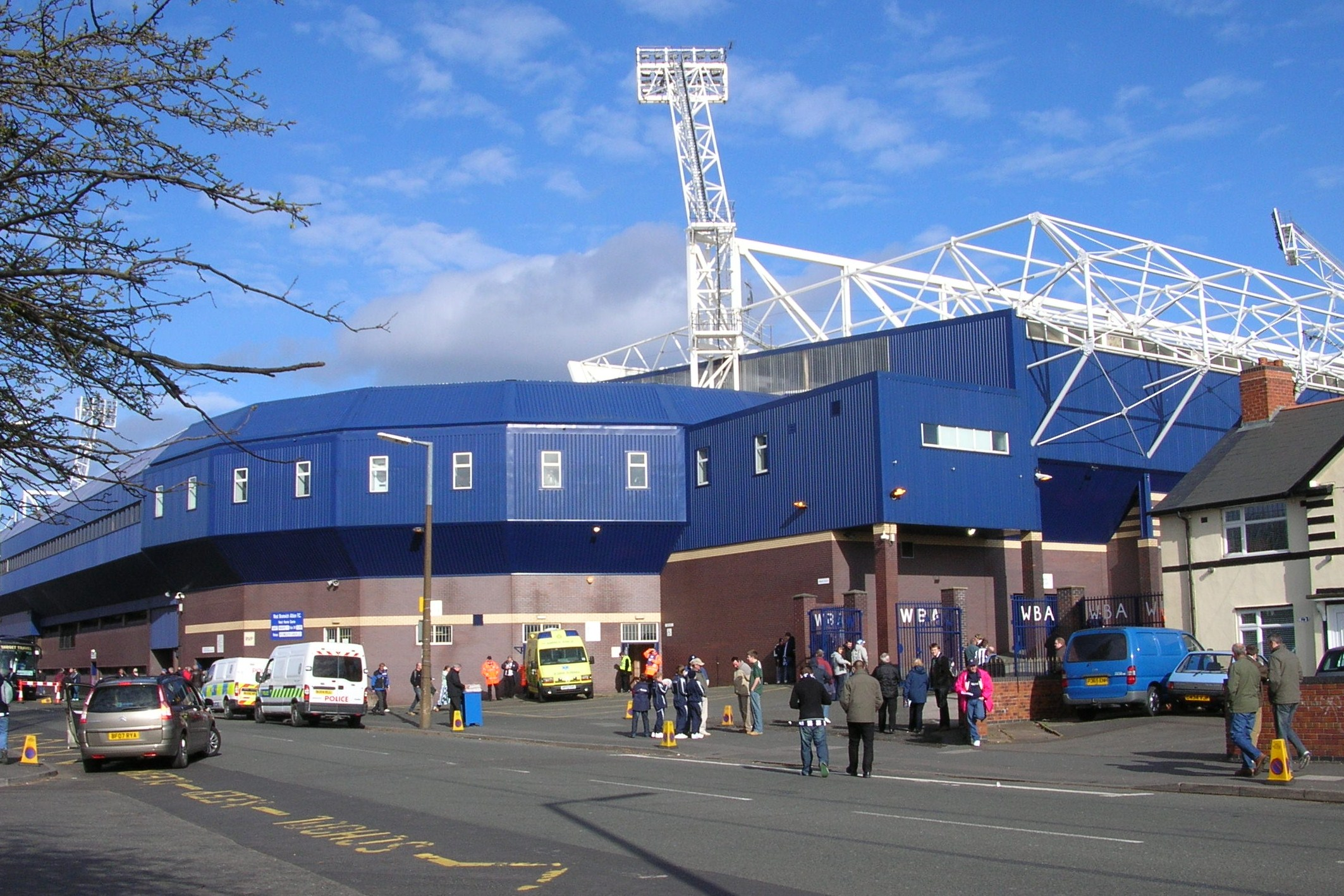
西看台外觀（右）

「西看台」（West Stand）前稱「哈爾福斯徑看台」（Halford's Lane Stand），位於球場草坪的西側與哈爾福斯徑（Halford's Lane）平行，在「東看台」建成前提供貴賓座席。看台設置電視攝錄的主機及媒體與評述的地方。主席謝路美·皮雅斯曾宣佈有計劃5年內拆卸看台，重建為單層10,000座的新看台，將球場總容量增加到約33,000人。但由於西布朗從英超降班後，入座觀眾人數減少，計劃因而擱置。雖然球隊於2008年重返英超一季，但只為看台修葺了事。

### 伯明翰道看台
建於：1994年；

容量：8,286人（全坐席）；
「伯明翰道看台」（Birmingham Road End）被西布朗球迷稱為「般美道」（Brummie Road），位於球門之後連接A41公路。傳統上專門容納球隊的主場忠心球迷，但近年角色逐漸被「史密夫域克看台」取代。初時可以容納多達14,000名站立球迷，於1994年改建為全坐席後僅可容納稍多於8,000名觀眾。在看台與「東看台」之間為「活特文角落」（Woodman corner），以在其後的「活特文酒吧」（Woodman pub）命名，但酒吧於2004年被拆除。「活特文角落」放置有球會的巨型画眉標誌。

### 史密夫域克看台
建於：1994–1995年；

容量：5,816人（全坐席）；

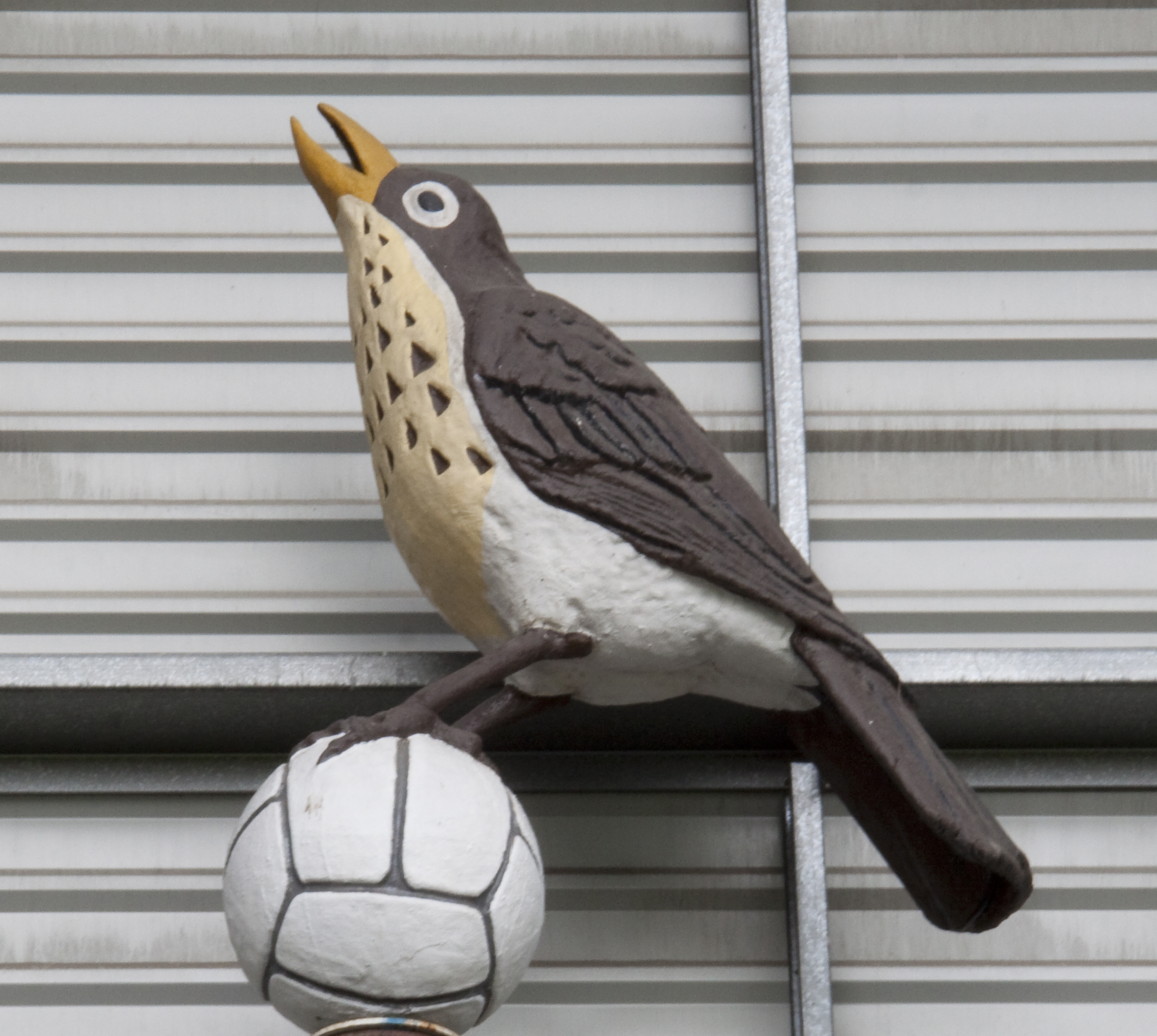
画眉標誌

「史密夫域克看台」（Smethwick End）位於球場草坪南方球門之後，部分看台供作客球迷入座，剩餘的位置則容納最嘈吵的一群主場球迷。

### 東看台
建於：2001年；

容量：8,791人（全坐席）；
「東看台」（East Stand）取代舊日的「彩虹看台」（Rainbow Stand），是球會的行政辦公室、精品店、票房及行政娛樂廂房的所在地。「東看台」與「伯明翰道看台」之間稱為「活特文角落」，而與「史密夫域克看台」相連的是「百年角落」（Millennium Corner）。 
在「活特文角落」之上放置有代表球會的巨大画眉標誌，是每一代西布朗球迷熟悉的標記，之前是置於舊活特文角落階梯看台的計分板上方。

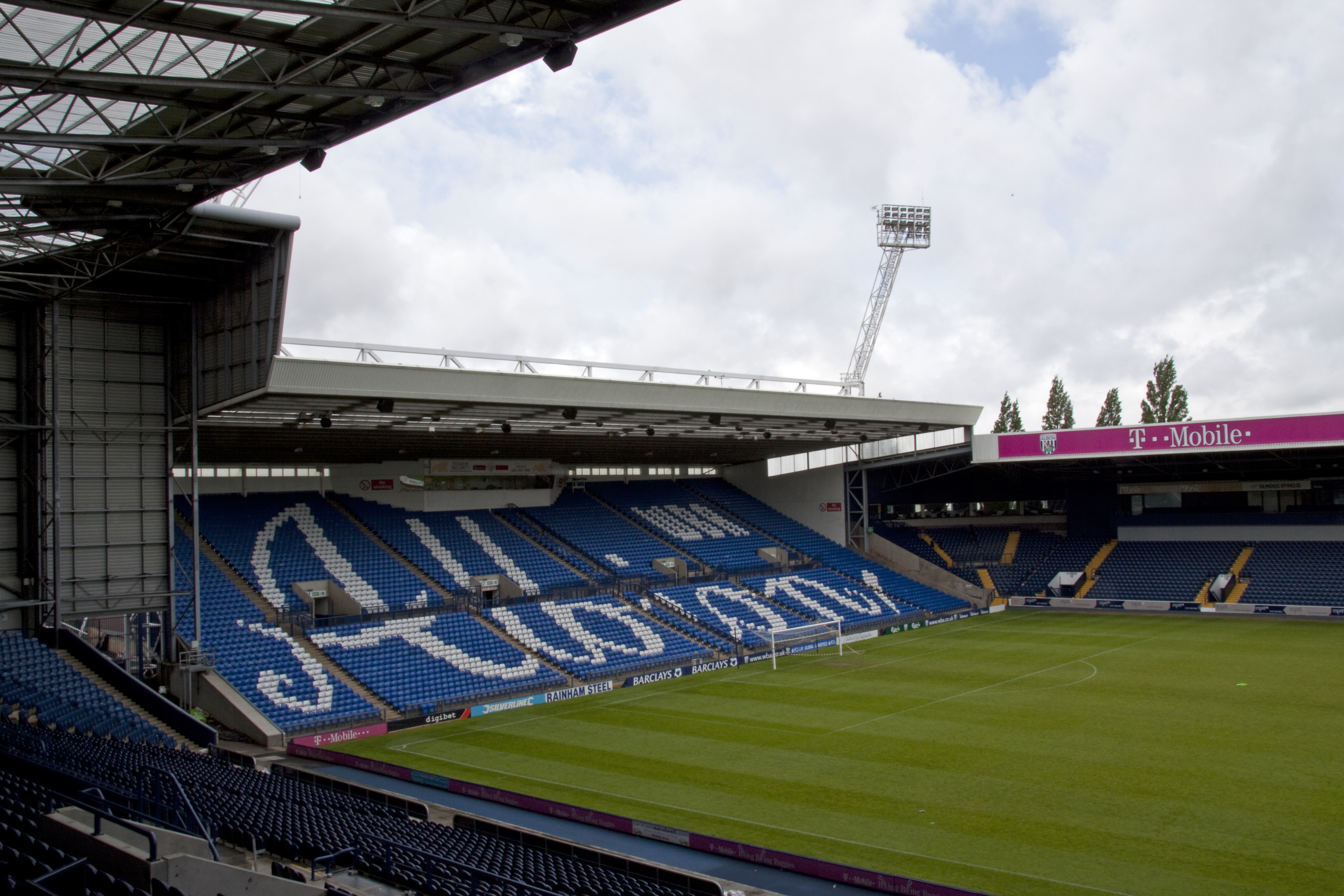
史密夫域克看台
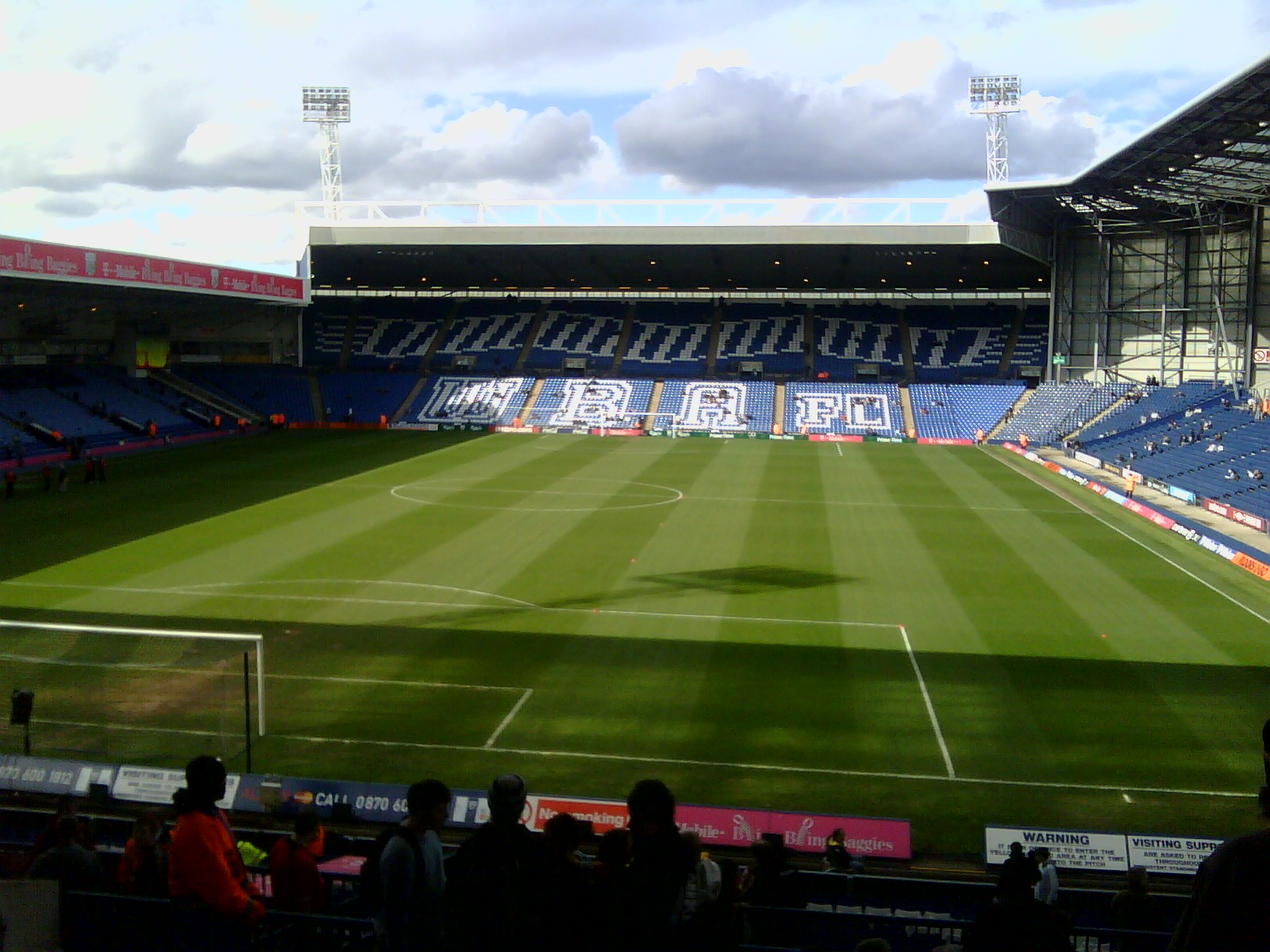
伯明翰道看台
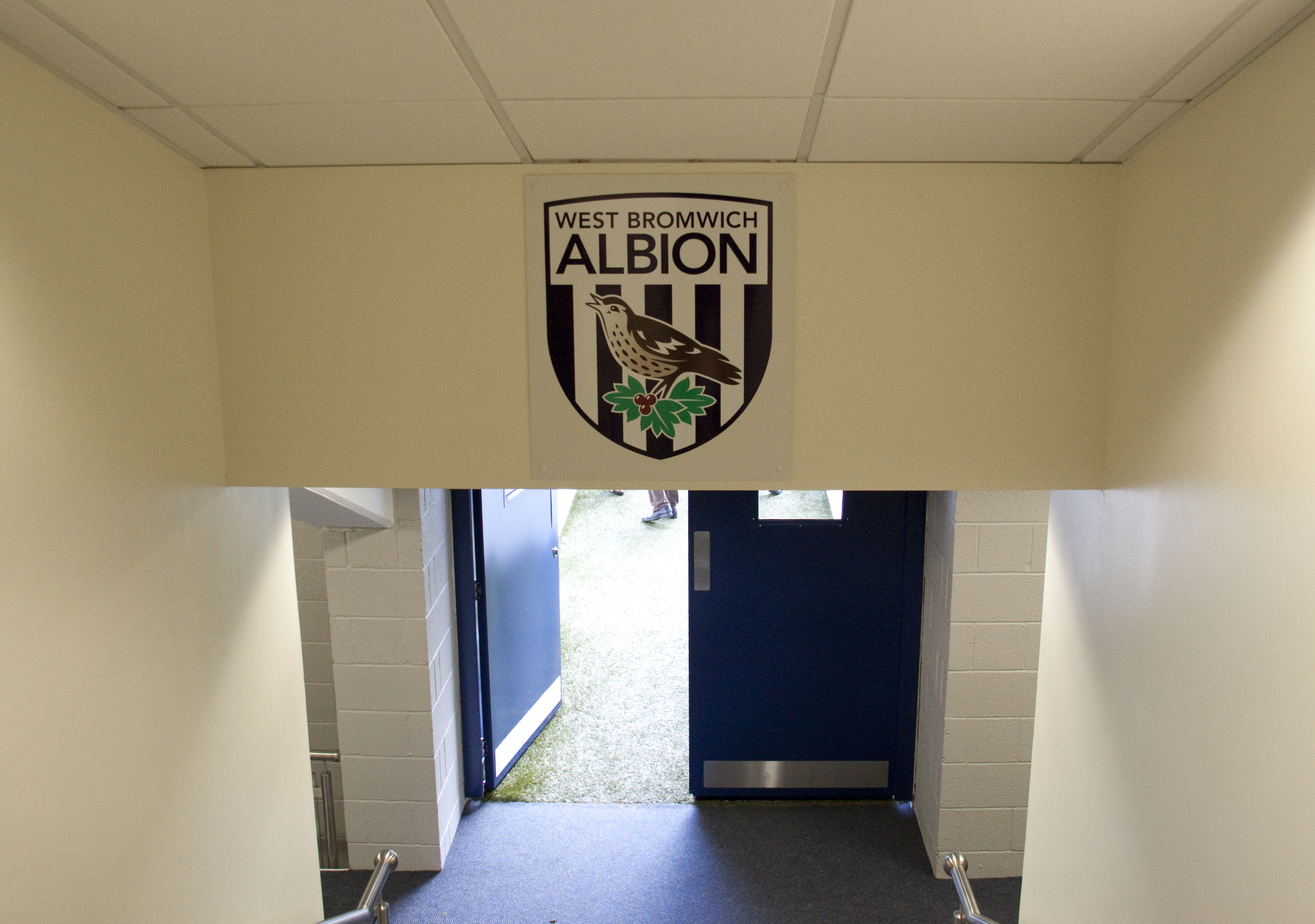
球員通道出口
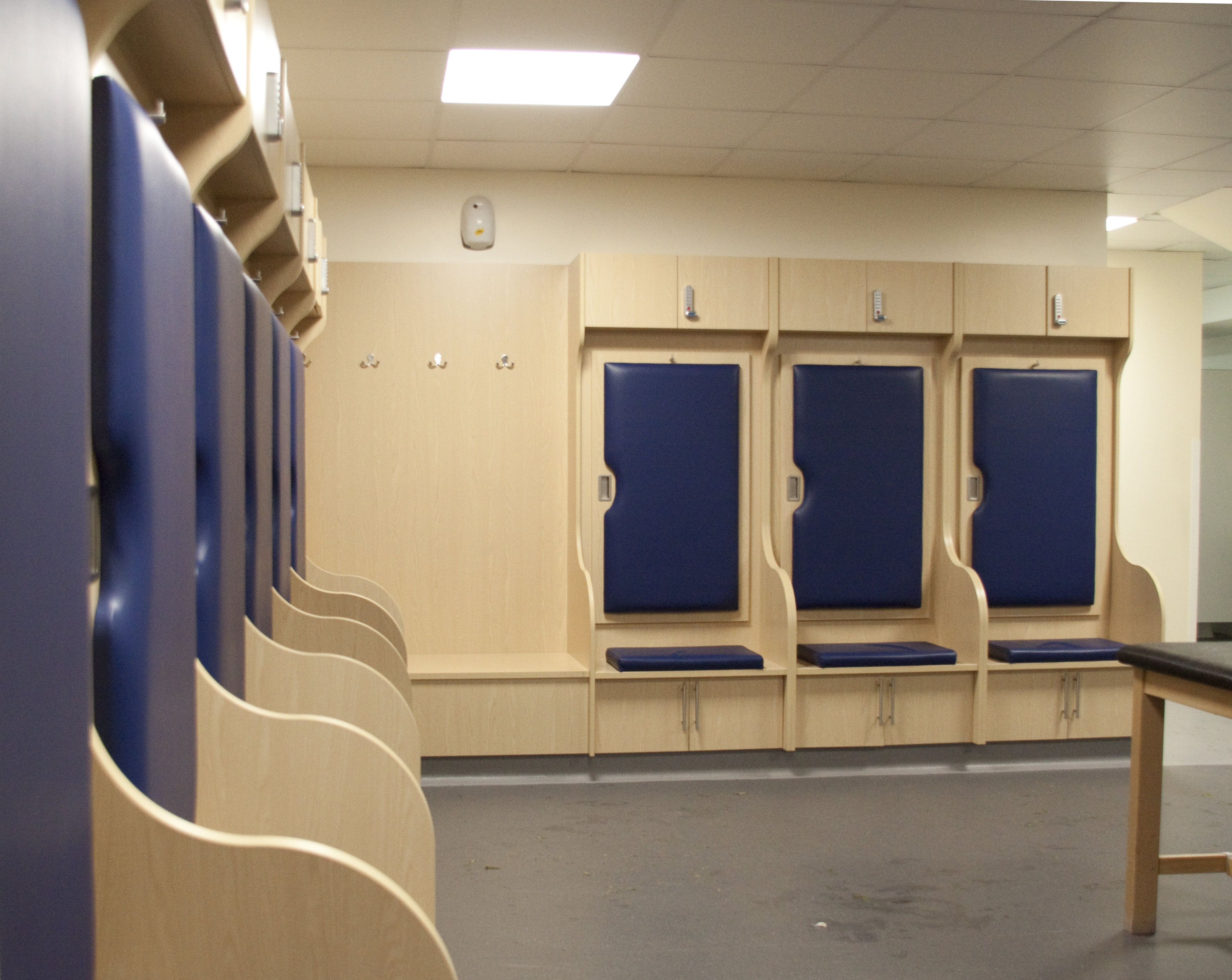
主隊更衣室

## 其他用途
除作為西布朗的主場球場外，山楂球場亦曾主辦一系列其他足球賽事。有兩場英格蘭國家隊的國際賽在這裡進行，1922年10月21日以2-0擊敗愛爾蘭代表隊及1924年12月8日以4-0擊敗比利時國家隊。1998年2月英格蘭B隊在山楂球場以1-2負於智利，兩個月後再舉辦一場女子國際友誼賽，義大利女隊以2-1擊敗主隊英格蘭女隊。
再者，山楂球場亦曾舉辦其他體育活動，在早年時期，球場用於田徑賽事。而到了1970年代末期亦曾供印度及巴基斯坦進行一場板球賽，有2,6541名觀眾進場欣賞。在2000年及2001年則主辦卡巴迪競賽。

## 紀錄及統計

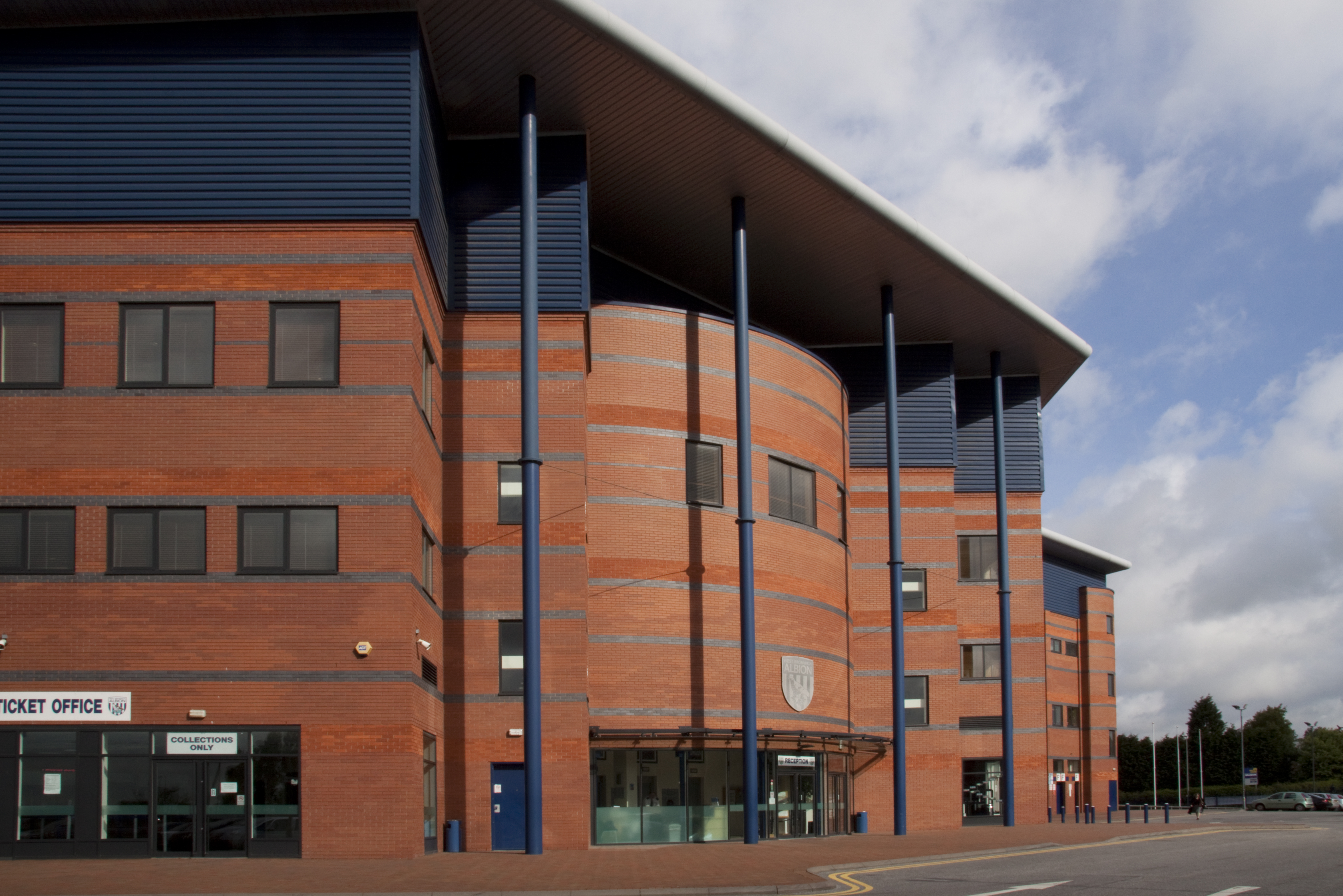
球場外觀

### 紀錄
- 歷來最高入場人數：64,815人，於1937年3月6日在足總盃第六圈對；
- 近代最高入場人數：27,751人，於2005年5月15日在英超對；

### 平均入場人數
- 2001–02年：23,655人（甲組）
- 2002–03年：26,776人（英超）
- 2003–04年：24,765人（甲組）
- 2004–05年：25,987人（英超）
- 2005–06年：25,404人（英超）
- 2006–07年：20,472人（英冠）
- 2007–08年：22,314人（英冠）
- 2008–09年：25,827人（英超）
- 2009–10年：22,199人（英冠）

## 交通

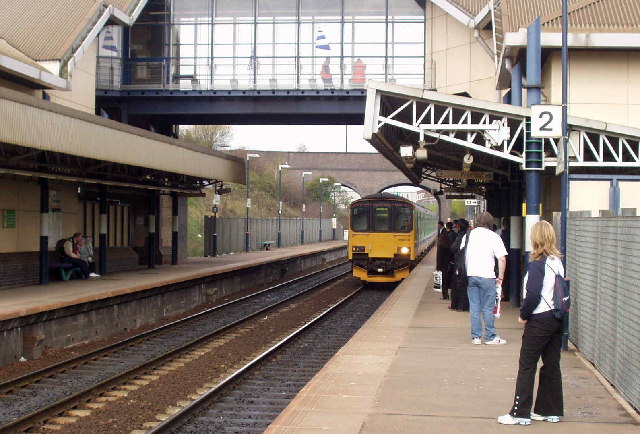
山楂站

山楂球場最接近的車站是「山楂站」（The Hawthorns station），是一個火車及電車雙線站，車站距離球場約400米。由於有大量球迷在球賽日從四方八面蜂擁而至，火車需要加班行走，每隔10分鐘即有一班列車開出，大大減少球迷往返西布罗姆维奇所花費的時間。
「74」及「79」號巴士駛經A41公路伯明翰道，往來伯明翰及達德利（Dudley）/伍爾弗漢普頓。而「450」號巴士停靠哈爾福斯徑，但在球賽開賽前約1小時警方會封閉哈爾福斯徑並更需更改行車路線。山楂球場距離M5公路的1號匯合處少於半英哩。

## 註腳
1. 1 2 3 4 5  . wba.premiumtv.co.uk. 10 September 2008  [22 August 2009]. （原始内容存档于2008年12月17日） （英语）.
2. ↑  Full Throstle DVD 0:15:16
3. ↑  Inglis pp173–175
4. ↑  Full Throstle DVD 0:22:16
5. ↑  Matthews (2007) p198
6. ↑  Matthews (2007) pp83–84.
7. 1 2 3  . wba.premiumtv.co.uk. 2007-07-19  [2008-07-30]. （原始内容存档于2007-12-14） （英语）.
8. ↑  Matthews (2007) p69. 球會官網則稱於1980–1982年重建，花費256萬英鎊。
9. ↑  Matthews (2007) p366.
10. ↑  . BBC Sport. 2000-09-03  [2007-11-10] （英语）.
11. ↑  . BBC Sport. 2002-08-24  [2007-07-04]. （原始内容存档于2004-07-13） （英语）.
12. ↑  . BOING. 2003-07-11  [2007-08-07]. （原始内容存档于2007-09-28） （英语）.
13. ↑  . wba.premiumtv.co.uk. 2007-09-15  [2007-11-11]. （原始内容存档于2008-01-05） （英语）.
14. ↑  . wba.premiumtv.co.uk. 2008-04-25  [2008-07-31]. （原始内容存档于2008-05-12） （英语）.
15. ↑  . wba.premiumtv.co.uk. 2004-06-15  [2008-07-11] （英语）.[永久]
16. ↑  Matthews
(1987) p238–239
17. 1 2  Matthews (2007) p372.
18. ↑  Courtney, Barrie. . RSSSF. 2004-03-21  [2008-07-11]. （原始内容存档于2016-03-13） （英语）.
19. ↑  . EnglandFC.com.   [2008-07-11]. （原始内容存档于2008-05-16） （英语）.
20. ↑  Matthews (2007) p332.
21. ↑  . wba.premiumtv.co.uk. 2001-07-17  [2008-07-17]. （原始内容存档于2012-02-29） （英语）.
22. ↑  . Sunderland Echo. 26 February 2007  [30 June 2009]. （原始内容存档于2008-02-28） （英语）.

## 外部連結
- 座席平面圖於西布朗官網 （页面存档备份，存于）
- Virtual stadium tours